# Mount Lougheed
Mount Lougheed är ett berg i Kanada.   Det ligger i provinsen Alberta, i den centrala delen av landet, 3 000 km väster om huvudstaden Ottawa. Toppen på Mount Lougheed är 2 674 meter över havet.
Terrängen runt Mount Lougheed är bergig åt sydväst, men åt nordost är den kuperad. Trakten runt Mount Lougheed är nära nog obefolkad, med mindre än två invånare per kvadratkilometer.. Närmaste större samhälle är Canmore, 14,2 km norr om Mount Lougheed.
Trakten runt Mount Lougheed består i huvudsak av gräsmarker.